# Casa Estoniana Neoyorquina
La Casa Estoniana Neoyorquina (en inglés: New York Estonian House, en estonio: New Yorgi Eesti Maja) es un edificio histórico ubicado en Nueva York, Nueva York. La Casa Estoniana Neoyorquina se encuentra inscrito en el Registro Nacional de Lugares Históricos desde el 3 de junio de 1982. Thomas A. Gray fue el arquitecto de la Casa Estoniana Neoyorquina. La casa fue originalmente diseñada para ser un Club cívico entre 1898 a 1899. 